# هوب استونس
هوبرتوس جوزف مارگارتا استونز (تلفظ هلندی: [ˈɦyp ˈste:.və(n)s]؛ متولد ۲۹ نوامبر ۱۹۵۳) فوتبالیست سابق هلندی است که در پست دفاع بازی می‌کرد. او اکنون در پست مدیریتی در فوتبال مشغول به کار است.